# Kayuara
Kayuara is een bestuurslaag in het regentschap Musi Banyuasin van de provincie Zuid-Sumatra, Indonesië. Kayuara telt 9748 inwoners (volkstelling 2010).